# Década de 540
Séculos: (Século V - Século VI - Século VII)
Décadas: 490 500 510 520 530 - 540 - 550 560 570 580 590
Anos: 540 - 541 - 542 - 543 - 544 - 545 - 546 - 547 - 548 - 549